# Thamnolaea
Thamnolaea is een geslacht van zangvogels uit de familie Muscicapidae (vliegenvangers). De wetenschappelijke naam van het geslacht is voor het eerst geldig gepubliceerd in 1850 door Cabanis.

## Soorten
De volgende soorten zijn bij het geslacht ingedeeld: 
- Thamnolaea cinnamomeiventris – Roodbuikkliftapuit
  - T. c. coronata – Witnekkliftapuit